# Рибница (притока Колубаре)
Рибница се налази на простору ваљевског краса и припада сливу реке Колубаре у коју се улива код Диваца у близини Мионице. Река целим током тече кроз општину Мионица са површином слива од 115km² и дужином тока од 22km.
Настаје код Козомора у селу Брежђе од Манастирице и Паклешнице на 300 метара надморске висине. Тече правцем југ-север и нема значајних притока, што је последица сужења њеног слива између Лепенице на западу и Топлице на истоку. Међутим, узводно од Козомора њен слив се нагло шири преко саставница Манастирице и Паклешнице. Продужена преко Манастирице, дужина тока Рибнице износи 36 km. Њен просечан пад је од настанка до ушћа 0,75%. Цео слив чини прелаз из брдско-планинског ка планинском рељефу. Велики део тока Рибнице је планински, изузев краћег дела од села Паштрић, где излази из клисуре, до ушћа.
Река је ушла у историју током Колубарске битке, када је у механи код моста на Рибници на улазу у село Мионицу, Живојин Мишић преузео команду од рањеног Петра Бојовића.
Рибница као алогени ток Ваљевског краса нема изразито кањонску долину, већ се састоји од кањонских и клисурастих потеза, а местимично и ерозивних проширења. Дужина њене клисуре – кањона је 10.250 метара од саставница Манастирице и Паклешнице до села Паштрић. Река је исекла преко 200 метара дубоку клисурасту долину меандерског карактера.